# Neuf-Mesnil
Neuf-Mesnil település Franciaországban, Nord megyében. Lakosainak száma 1296 fő (2022. január 1.). Neuf-Mesnil Feignies, Maubeuge, Hautmont és Louvroil községekkel határos.

## Népesség
A település népességének változása:
| Lakosok száma | 1313 | 1343 | 1342 | 1330 | 1324 | 1309 | 1316 | 1305 | 1296 |
|               | 2013 | 2015 | 2016 | 2017 | 2018 | 2019 | 2020 | 2021 | 2022 |